# Sentença de Ramsey
As sentenças de Ramsey são reconstruções lógicas formais de proposições teóricas que tentam estabelecer uma distinção entre ciência e metafísica. Uma sentença de Ramsey tem como objetivo tornar claras as proposições que contêm termos teóricos não observáveis (termos utilizados por uma linguagem teórica) substituindo-os por termos observacionais (termos utilizados por uma linguagem de observação, também chamada de linguagem empírica).
A técnica de eliminação de termos teóricos, preservando o conteúdo empírico da teoria, foi proposta por Frank Ramsey e desenvolvida no contexto do empirismo lógico por Carl Hempel em 1958. David Lewis contribuiu com sua própria versão dessa técnica em 1970, aplicando-a tanto em sua teoria dos termos teóricos quanto na filosofia da mente. Além disso, os desenvolvimentos das frases de Ramsey são utilizados para resolver o problema da referência dos termos teóricos e para a precisão do realismo estrutural. Embora as sentenças de Ramsey tenham sido introduzidas pelo filósofo empirista lógico Rudolf Carnap, é importante notar que elas não devem ser confundidas com as sentenças de Carnap, que são neutras quanto à existência de algo a que o termo se aplica.

## Distinção entre questões científicas (reais) e questões metafísicas (pseudoquestões)
Para Carnap, questões como "os elétrons são reais?" e "você pode provar que os elétrons são reais?" não eram questões legítimas, nem continham grandes verdades filosóficas ou metafísicas. Em vez disso, eram "pseudoquestões sem conteúdo cognitivo", feitas de fora de um arcabouço linguístico da ciência. Dentro deste arcabouço, entidades como elétrons ou onda sonoras, e relações como massa e força não apenas existem e têm significado, mas são "úteis" para os cientistas que trabalham com elas. Para acomodar tais questões internas de uma maneira que justificasse seu conteúdo teórico empiricamente – e fazê-lo mantendo uma distinção entre proposições analíticas e sintéticas – Carnap propôs desenvolver uma maneira sistematizada de consolidar teoria e observação empírica em uma fórmula de linguagem significativa.

## Distinção entre observável e não observável
Carnap começou diferenciando coisas observáveis de coisas não observáveis. Imediatamente, surge um problema: nem o alemão nem o inglês distinguem naturalmente os termos predicativos com base em uma categorização observacional. Como Carnap admitiu, "A linha que separa o observável do não observável é altamente arbitrária." Por exemplo, o predicado "quente" pode ser percebido ao tocar uma mão em um carvão aceso. Mas "quente" pode ocorrer em um nível tão micro (por exemplo, o "calor" teórico gerado pela produção de proteínas em uma célula eucariótica) que é praticamente não observável (atualmente). O físico-filósofo Moritz Schlick caracterizou a diferença linguisticamente, como a diferença entre os verbos alemães "kennen" (conhecer como estar familiarizado com uma coisa – percepção) e "erkennen" (conhecer como entender uma coisa – mesmo que não observável). Essa distinção linguística pode explicar a decisão de Carnap de dividir o vocabulário em duas categorias artificiais: um vocabulário de termos não observáveis ("teóricos") (doravante "VT"): ou seja, termos que conhecemos mas com os quais não estamos familiarizados (erkennen), e um vocabulário de termos observáveis ("VO"), aqueles termos com os quais estamos familiarizados (kennen) e aceitaremos arbitrariamente. Assim, os termos assim distinguidos foram incorporados em estruturas de sentenças comparáveis: termos-T em sentenças teóricas (sentenças-T); termos-O em sentenças observacionais (sentenças-O).
O próximo passo para Carnap foi conectar esses conceitos separados pelo que ele chama de "regras de correspondência" (C-regras), que são sentenças "mistas" contendo tanto termos-T quanto termos-O. Tal teoria pode ser formulada como: T + C = df: a conjunção de postulados-T + a conjunção de C-regras – isto é, {\displaystyle [(T_{1}\land T_{2}\land \cdots \land T_{n})+(C_{1}\land C_{2}\land \cdots \land C_{m})]}. Isso pode ser expandido para incluir termos de classe, como para a classe de todas as moléculas, relações como "entre", e predicados: por exemplo, TC (t1, t2, . . ., tn,  o1, o2, . . ., om). Embora isso tenha permitido a Carnap estabelecer o que significa para uma teoria ser "empírica", essa sentença não define explicitamente os termos-T nem faz distinção entre seu conteúdo analítico e sintético, portanto, ainda não era suficiente para os propósitos de Carnap.
Nas teorias de Frank P. Ramsey, Carnap encontrou o método de que precisava para dar o próximo passo, que era substituir variáveis para cada termo-T, e então quantificar existencialmente todos os termos-T tanto em sentenças-T quanto em C-regras. A resultante "sentença de Ramsey" efetivamente eliminou os termos-T como tal, enquanto ainda fornecia um relato do conteúdo empírico da teoria. A evolução da fórmula procede assim:
Passo 1 (teoria empírica, assumida como verdadeira): TC (t1 . . . tn,  o1 . . . om)
Passo 2 (substituição de variáveis para termos-T): TC (x1 . . . xn, o1 . . . om)
Passo 3 (quantificação existencial das variáveis): {\displaystyle \exists x_{1}\ldots \exists x_{n}TC(x_{1}\ldots x_{n},o_{1}\ldots o_{m})}
O Passo 3 é a sentença de Ramsey completa, expressa como "RTC", e deve ser lida da seguinte forma: "Existem algumas relações (não especificadas) tais que TC (x1 . . . xn, o1 . . . om) é satisfeito quando as variáveis são atribuídas a essas relações. (Isso é equivalente a uma interpretação como um modelo apropriado: existem relações r1 . . . rn tais que TC (x1 . . . xn, o1 . . . om) é satisfeito quando xi é atribuído o valor ri, e {\displaystyle 1\leq i\leq m})
Nesta forma, a sentença de Ramsey captura o conteúdo factual da teoria. Embora Ramsey acreditasse que essa formulação fosse adequada às necessidades da ciência, Carnap discordava, no que diz respeito a uma reconstrução abrangente. Para delinear uma distinção entre conteúdo analítico e sintético, Carnap pensava que a sentença reconstruída teria que satisfazer três requisitos desejados:
1. O componente factual (FT) deve ser equivalentemente observacional à teoria original (TC).
2. O componente analítico (AT) deve ser inobservável.
3. A combinação de FT e AT deve ser logicamente equivalente à teoria original – ou seja, {\displaystyle F_{T}+A_{T}\Leftrightarrow TC}

O Requisito 1 é satisfeito por RTC no sentido de que a quantificação existencial dos termos T não altera a verdade lógica (verdade L) de ambas as declarações, e a reconstrução FT tem as mesmas sentenças O que a própria teoria, portanto RTC é equivalentemente observacional a TC: (ou seja, para cada sentença O: O, {\displaystyle [TC\models O\Leftrightarrow ^{R}TC\models O]}). No entanto, como afirmado, os requisitos 2 e 3 permanecem insatisfeitos. Ou seja, tomados individualmente, AT contém informações observacionais (tal entidade teórica é observada a fazer tal coisa, ou manter tal relação); e AT não necessariamente segue de FT
A solução de Carnap é condicionar as duas afirmações. Se existirem algumas relações tais que [TC (x1 . . . xn, o1 . . . om)] é satisfeito quando as variáveis são atribuídas a algumas relações, então as relações atribuídas a essas variáveis pela teoria original satisfarão [TC (t1 . . . tn, o1 . . . om)] – ou seja: RTC → TC. Esse movimento importante satisfaz os dois requisitos restantes e efetivamente cria uma distinção entre os componentes analíticos e sintéticos da fórmula total. Especificamente, para o requisito 2: A sentença condicional não faz nenhuma afirmação de informação sobre as sentenças O em TC, ela afirma apenas que "se" as variáveis forem satisfeitas pelas relações, "então" as sentenças O serão verdadeiras. Isso significa que toda sentença O em TC que é logicamente implicada pela sentença RTC → TC é L-verdadeira (ou seja, toda sentença O em AT é verdadeira ou não-verdadeira: o metal se expande ou não; o produto químico fica azul ou não, etc.). Assim, TC pode ser considerado como o componente não-informativo (ou seja, não-factual) da declaração, ou AT. O requisito 3 é satisfeito por inferência: dado AT, infere-se FT → AT. Isso faz com que AT + FT seja nada mais do que uma reformulação da teoria original, portanto AT Ù FT implica TC.
Carnap considerou como requisito fundamental o respeito pela distinção analítico-sintética. Isso é atendido usando dois processos distintos na formulação: estabelecendo uma conexão empírica entre o conteúdo factual da declaração e a teoria original (equivalência observacional), e exigindo que o conteúdo analítico seja observacionalmente não informativo.

## Aplicação
A reconstrução de Carnap, como é dada aqui, não se destina a ser um método literal para formular proposições científicas. Capturar o que Pierre Duhem chamaria de universo "holístico" inteiro relacionado a qualquer teoria especificada exigiria representações longas e complicadas de RTC → TC. Em vez disso, deve ser tomado como demonstração lógica de que há uma maneira pela qual a ciência poderia formular explicações empíricas, observacionais de conceitos teóricos – e nesse contexto, a construção de Ramsey e Carnap pode ser dita fornecer uma distinção justificatória formal
entre observação científica e investigação metafísica.

## Crítica
Entre os críticos do formalismo de Ramsey estão John Winnie, que estendeu os requisitos para incluir uma restrição "observacionalmente não criativa" no AT de Carnap – e tanto W. V. O. Quine quanto Carl Hempel atacaram as suposições iniciais de Carnap, enfatizando a ambiguidade que persiste entre termos observáveis e não observáveis.

## Trabalhos citados
- Carnap, R. (1950) "Empiricism, Semantics, and Ontology," in Paul Moser and Arnold Nat, Human Knowledge Oxford University Press. (2003).
- Carnap, R. (1966) An Introduction to the Philosophy of Science (esp. Parts III, and V), ed. Martin Gardner. Dover Publications, New York. 1995.
- Carnap, R. (2000) [originally: 29 December 1959] "Theoretical Concepts in Science," with introduction by Stathis Psillos. Studies in History and Philosophy of Science 31(1).
- Demopoulos, W. "Carnap on the Reconstruction of Scientific Theories," The Cambridge Companion to Carnap, eds. R. Creath and M. Friedman.
- Moser, P. K. and vander Nat, A. (2003) Human Knowledge Oxford Univ. Press.
- Schlick, Moritz (1918) General Theory of Knowledge (Allegemeine Erkenntnislehre). Trans. Albert Blumberg. Open Court Publishing, Chicago/La Salle, IL. (2002).
- Hallvard Lillehammer, D. H. Mellor (2005), Ramsey's legacy, Oxford University Press, p. 109.
- Stathis Psillos, "Carnap, the Ramsey-Sentence and Realistic Empiricism", 2000.